# Berardo Trinci
Berardo Trinci, era fill de Corrado Trinci i fou un cap gibel·lí de Foligno que el 1268 es va passar al partit dels güelfs. Va morir passat el 1268.